# Lijst van nummer 1-hits in de Vlaamse Ultratop 50 in 2021
Deze hits stonden in 2021 op nummer 1 in de Vlaamse Ultratop 50.
| Nummer | Datum        | Artiest                                | Titel                     |
| ------ | ------------ | -------------------------------------- | ------------------------- |
| 308    | 2 januari    | Jaap Reesema & Pommelien Thijs         | Nu wij niet meer praten   |
| 307    | 9 januari    | Dua Lipa & Angèle                      | Fever                     |
|        | 16 januari   | Dua Lipa & Angèle                      | Fever                     |
| 309    | 23 januari   | Olivia Rodrigo                         | Drivers license           |
|        | 30 januari   | Olivia Rodrigo                         | Drivers license           |
|        | 6 februari   | Olivia Rodrigo                         | Drivers license           |
|        | 13 februari  | Olivia Rodrigo                         | Drivers license           |
|        | 20 februari  | Olivia Rodrigo                         | Drivers license           |
|        | 27 februari  | Olivia Rodrigo                         | Drivers license           |
| 310    | 6 maart      | The Weeknd                             | Save your tears           |
| 311    | 13 maart     | Nathan Evans                           | Wellerman                 |
| 312    | 20 maart     | The Kid Laroi                          | Without you               |
| 311    | 27 maart     | Nathan Evans                           | Wellerman                 |
|        | 3 april      | Nathan Evans                           | Wellerman                 |
| 313    | 10 april     | Riton, Nightcrawlers, Mufasa & Hypeman | Friday (Dopamine Re-Edit) |
| 311    | 17 april     | Nathan Evans                           | Wellerman                 |
| 314    | 24 april     | Metejoor & Babet                       | 1 op een miljoen          |
| 313    | 1 mei        | Riton, Nightcrawlers, Mufasa & Hypeman | Friday (Dopamine Re-Edit) |
| 315    | 8 mei        | Niels Destadsbader & Regi              | De wereld draait voor jou |
|        | 15 mei       | Niels Destadsbader & Regi              | De wereld draait voor jou |
| 316    | 22 mei       | Coldplay                               | Higher power              |
| 317    | 29 mei       | Hooverphonic                           | The wrong place           |
| 318    | 5 juni       | Olivia Rodrigo                         | Good 4 U                  |
|        | 12 juni      | Olivia Rodrigo                         | Good 4 U                  |
|        | 19 juni      | Olivia Rodrigo                         | Good 4 U                  |
|        | 26 juni      | Olivia Rodrigo                         | Good 4 U                  |
|        | 3 juli       | Olivia Rodrigo                         | Good 4 U                  |
| 319    | 10 juli      | Ed Sheeran                             | Bad habits                |
|        | 17 juli      | Ed Sheeran                             | Bad habits                |
|        | 24 juli      | Ed Sheeran                             | Bad habits                |
|        | 31 juli      | Ed Sheeran                             | Bad habits                |
|        | 7 augustus   | Ed Sheeran                             | Bad habits                |
|        | 14 augustus  | Ed Sheeran                             | Bad habits                |
|        | 21 augustus  | Ed Sheeran                             | Bad habits                |
| 320    | 28 augustus  | Shouse                                 | Love Tonight              |
|        | 4 september  | Shouse                                 | Love Tonight              |
|        | 11 september | Shouse                                 | Love Tonight              |
|        | 18 september | Shouse                                 | Love Tonight              |
|        | 25 september | Shouse                                 | Love Tonight              |
|        | 2 oktober    | Shouse                                 | Love Tonight              |
| 321    | 9 oktober    | The Kid Laroi & Justin Bieber          | Stay                      |
|        | 16 oktober   | The Kid Laroi & Justin Bieber          | Stay                      |
| 322    | 23 oktober   | Adele                                  | Easy on Me                |
|        | 30 oktober   | Adele                                  | Easy on me                |
|        | 6 november   | Adele                                  | Easy on me                |
|        | 13 november  | Adele                                  | Easy on me                |
|        | 20 november  | Adele                                  | Easy on me                |
|        | 27 november  | Adele                                  | Easy on me                |
|        | 4 december   | Adele                                  | Easy on me                |
|        | 11 december  | Adele                                  | Easy on me                |
|        | 18 december  | Adele                                  | Easy on me                |
| 323    | 25 december  | K3                                     | Waterval                  |